# Megachile aurantipennis
Megachile aurantipennis là một loài Hymenoptera trong họ Megachilidae. Loài này được Cockerell mô tả khoa học năm 1912.